# Ourapteryx nigrifimbria
Ourapteryx nigrifimbria là một loài bướm đêm trong họ Geometridae.